# Verticordia grandis
Verticordia grandis är en myrtenväxtart som beskrevs av J.Drumm.. Verticordia grandis ingår i släktet Verticordia och familjen myrtenväxter. Inga underarter finns listade i Catalogue of Life.

## Bildgalleri

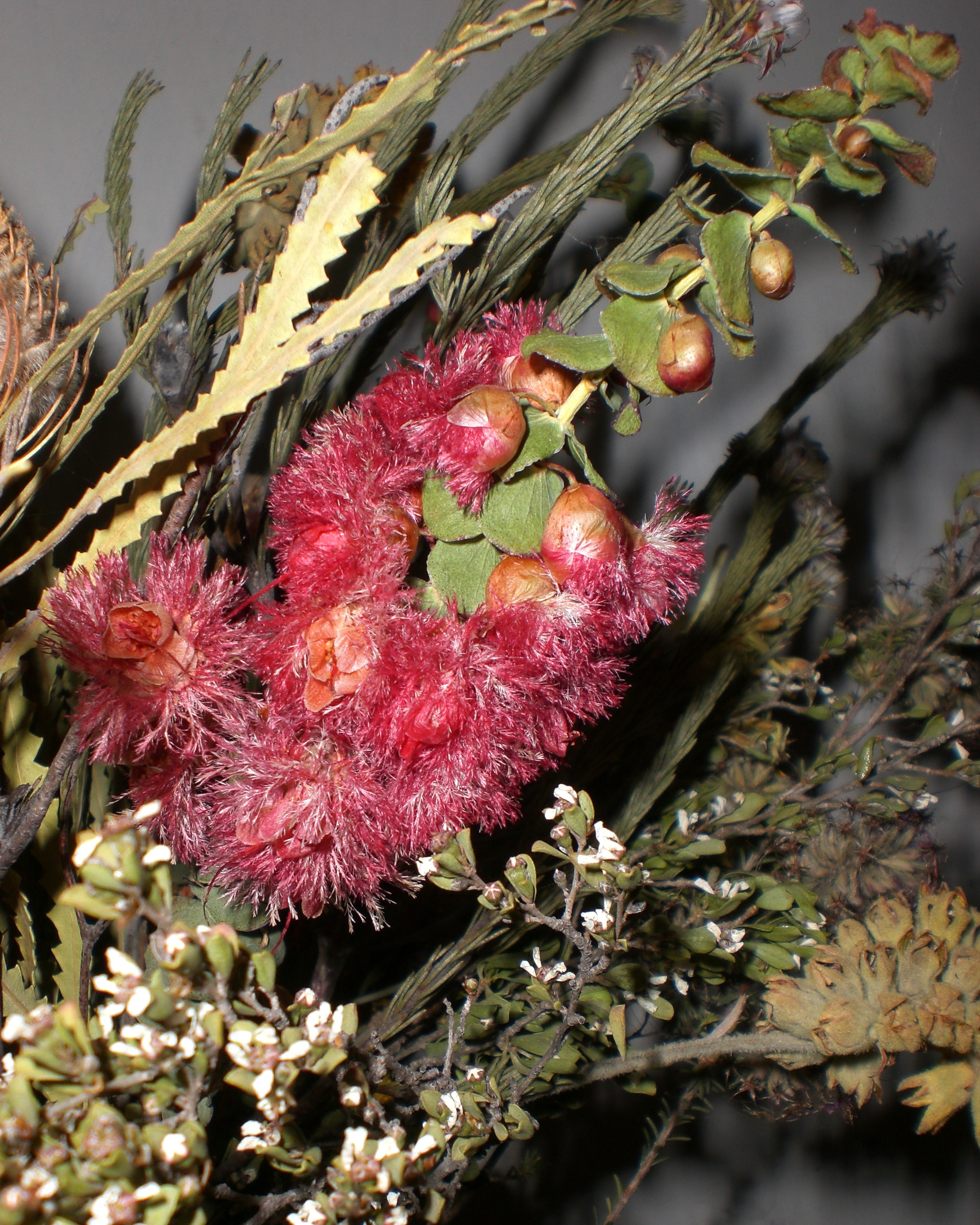
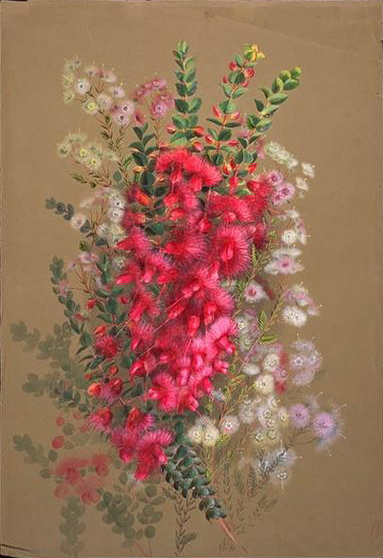